# Liste der Kulturdenkmale in Wiesa (Kamenz)
In der Liste der Kulturdenkmale in Wiesa sind die Kulturdenkmale des Kamenzer Ortsteils Wiesa verzeichnet, die bis Juli 2017 vom Landesamt für Denkmalpflege Sachsen erfasst wurden (ohne archäologische Kulturdenkmale). Die Anmerkungen sind zu beachten.

## Wiesa
| Bild           | Bezeichnung | Lage                                                    | Datierung                       | Beschreibung | ID       |
| -------------- | --- | ------------------------------------------------------- | ------------------------------- | --- | -------- |
| Weitere Bilder | Eisenbahnbrücke über die Bischofswerdaer Straße und Staustufe der Schwarzen Elster mit Schützenwehr                                                      | Bischofswerdaer Straße (Flurstücke 854/7, 131b) (Karte) | 1890                            | Der Teil der Brücke, der über die Straße führt, wurde abgebrochen, verkehrs- und technikgeschichtlich von Bedeutung. - Brücke: Natursteinquaderpfeiler, darüber Stahlbau-Elemente mit regelmäßigen Verstrebungen (genietet), seitliche Auskragungen - Staustufe und Schützenwehr: Uferbefestigung aus Granitquadern und Natursteinen | 09223020 |
| Weitere Bilder | Denkmal für Gefallenen des Ersten und Zweiten Weltkrieges                                                                                                | Bischofswerdaer Straße (Flurstücke 683, 58/9) (Karte)   | Nach 1918                       | Ortsgeschichtlich von Bedeutung | 09227561 |
| Weitere Bilder | Wohnhaus mit Gaststätte, später Kulturhaus | Bischofswerdaer Straße 12 (Karte)                       | Um 1910                         | Putzbau mit seitlichem Türmchen, aufwändige Fenstergewände, baugeschichtlich und künstlerisch von Bedeutung, zweigeschossig, im Erdgeschoss große Segmentbogenfenster, Fenstergewände im Obergeschoss mit Vorhangbogenmotiv, Krüppelwalmdach, im weniger auffällig gestalteten rückwärtigen Anbau befindet sich ein außergewöhnlich aufwendig ausgeführter Ballsaal mit üppigem Stuckzierrat, inschriftlich datiert „Erbaut 1904“ und von hohem künstlerischen Wert | 09227556 |
| Weitere Bilder | Wohnstallhaus auf Hakengrundriss und Scheune eines Dreiseithofes                                                                                         | Bischofswerdaer Straße 34 (Karte)                       | Anfang 19. Jahrhundert          | Wohnstallhaus Obergeschoss Fachwerk verputzt, Krüppelwalmdach, Scheune Fachwerk, baugeschichtlich von Bedeutung, Scheune, Obergeschoss Fachwerk | 09227554 |
|                | Wohnstallhaus, Seitengebäude und Toreinfahrt mit Holztor und seitlichem Durchgang eines Vierseithofes                                                    | Bischofswerdaer Straße 37 (Karte)                       | 1. Hälfte 19. Jahrhundert       | Wohnstallhaus verputzter Bruchsteinbau, Seitengebäude Obergeschoss Fachwerk, baugeschichtlich und straßenbildprägend von Bedeutung, Wohnstallhaus verändert | 09227541 |
|                | Taubenhaus | Bischofswerdaer Straße 41 (Karte)                       | 1829                            | Wirtschaftsgeschichtlich von Bedeutung, Taubenhaus auf einem Holzpflock | 09227537 |
| Weitere Bilder | Lokomotive | Bischofswerdaer Straße 42 (gegenüber) (Karte)           | 1954 (abweichende Angabe: 1958) | Kleindiesellokomotive LKM 251215 des Typs LKM N4, 1958 ausgeliefert an den VEB Kombinat „Otto Grotewohl“ Böhlen, ab 1969 stationiert im Betriebsteil Espenhain, 1975 Übergabe an den VEB Papierfabrik Hainsberg, 1991 Aufstellung als Denkmal am Modellbahnladen in Sora, 2015 umgesetzt von Sora nach Wiesa, technikgeschichtlich von Bedeutung | 09268630 |
|                | Bergkeller mit Granittürstock | Bischofswerdaer Straße 45 (Karte)                       | Bezeichnet mit 1878             | Wirtschaftsgeschichtlich von Bedeutung | 09227538 |
|                | Schule und Granitpfosten der Einfriedung (ohne Anbau von 1986)                                                                                           | Bischofswerdaer Straße 46 (Karte)                       | 1876                            | Mit weitgehend unverändertem äußeren Erscheinungsbild und historischem Treppenhaus, baugeschichtlich und ortsgeschichtlich von Bedeutung. Originale Kubatur und Proportionen. Putzbau mit aufgeputzten Faschen, angedeuteter Mittelrisalit mit Dreiecksgiebel mit profilierter Rahmung, originales Dachgitter (Blitzableiter) auf Walmdach mit Biberschwanzdeckung, Sockel abgesetzt (umlaufendes Gesims), Sandstein-Sohlbänke, mittlerer Eingang betont durch Giebel und vorgelegte Treppe mit flankierenden Mauerwangen, originale Eingangstür (zweiflügelig mit Kassetten). Innen alte Grundrissstruktur, alte kassettierte Holztüren, quadratische Granitplatten im Foyer, Treppenhaus mit schmiedeeisernem Handlauf, weiterhin Granitpfosten der Einfriedung komplett erhalten. | 09300431 |
| Weitere Bilder | Burgmühle; Getreidemühle mit Backhaus, Schneidemühle und Müllerwohnhaus eines Mühlenkomplexes sowie Mühlentechnik, Wasserrad und Reste eines Mühlgrabens | Bischofswerdaer Straße 53 (Karte)                       | Bezeichnet mit 1823             | Mahlmühle mit parallel gelegener Schneidemühle, Mühlgraben noch erkennbar, Backhaus mit altdeutschem Backofen, charakteristisches und weitgehend vollständig erhaltener Mühlenkomplex, ortsgeschichtlich und technikgeschichtlich von Bedeutung. - Mühlengebäude: Obergeschoss Fachwerk, verputzt, Giebel massiv, Bruchsteinmauerwerk, Fenster verändert - 1994 vorhandene Mühlentechnik: Plansichter (sehr alt), Schrotgang mit sehr altem Rüttelschuh, Ausmahlmaschine zum Grießausmahlen (Firma Landgraf & Sohn, Frankenhausen), Mahlboden, stehendes Hauptgetriebe, Haupttransmission, oberschlächtiges Wasserrad mit Eisenschaufeln (sehr desolat) | 09227782 |
|                | Wohnstallhaus, westliches Seitengebäude und südliche Scheune eines Vierseithofes                                                                         | Bischofswerdaer Straße 57 (Karte)                       | Anfang 19. Jahrhundert          | Baugeschichtlich und wirtschaftsgeschichtlich von Bedeutung, Wohnstallhaus zweigeschossig, Seitengebäude Obergeschoss Fachwerk, Scheune mit großer Tordurchfahrt | 09227539 |
| Weitere Bilder | Wohnstallhaus, ohne hinteren Anbau | Bischofswerdaer Straße 64 (Karte)                       | 1. Hälfte 19. Jahrhundert       | Obergeschoss Fachwerk verputzt, weitgehend originale Bausubstanz, baugeschichtlich von Bedeutung, Fachwerk mit Lehmausfachung | 09227547 |
|                | Wohnstallhaus eines Vierseithofes | Bischofswerdaer Straße 66 (Karte)                       | 1. Hälfte 19. Jahrhundert       | Obergeschoss Fachwerk verputzt, Frackdach, dokumentiert ursprüngliche Ortsbebauung, baugeschichtlich von Bedeutung | 09227546 |
|                | Wohnstallhaus, Seitengebäude und Scheune eines Dreiseithofes, mit Einfriedung                                                                            | Gärtnereiweg 2 (Karte)                                  | 1. Hälfte 19. Jahrhundert       | Struktur erhalten, weitgehend originale Bausubstanz, baugeschichtlich und wirtschaftsgeschichtlich von Bedeutung, Wohnstallhaus zweigeschossig, massiv, Rückgebäude mit großer Tordurchfahrt, Hofpflasterung erhaltenswert | 09227549 |
|                | Wohnstallhaus, Seitengebäude und Scheune eines Dreiseithofes                                                                                             | Straße der Gemeinschaft 8 (Karte)                       | Bezeichnet mit 1891             | Baugeschichtlich und wirtschaftsgeschichtlich von Bedeutung. - Wohnhaus zweigeschossig, massiv, Lüftungsrosetten - Scheune, massiv, Zwillingsfenster im Giebel, Hechtgaube - Nebengebäude, massiv, Tordurchfahrt zum Feld | 09227525 |
|                | Wohnhaus mit angebautem Seitengebäude eines Vierseithofes                                                                                                | Straße der Gemeinschaft 18 (Karte)                      | Ende 19. Jahrhundert            | Wohnhaus repräsentativer Putzbau mit Mittelrisalit und Volutengiebel, Seitengebäude verputzter Bruchsteinbau mit übergiebeltem Mittelrisalit, baugeschichtlich und straßenbildprägend von Bedeutung | 09227550 |

## Streichungen von der Denkmalliste
| Bild                                    | Bezeichnung                                                                                                 | Lage                              | Datierung           | Beschreibung | ID       |
| --------------------------------------- | --- | --------------------------------- | ------------------- | --- | -------- |
| Weitere Bilder                          | Wohnstallhaus (ohne Anbau) und Hofmauer mit Torbogen der Hofeinfahrt seitlichen Holztor eines Dreiseithofes | Bischofswerdaer Straße 49 (Karte) | Bezeichnet mit 1831 | Wohnstallhaus Obergeschoss Fachwerk verputzt, Krüppelwalmdach mit Biberschwanz-Kronendeckung, segmentbogiges Holztor der Hofeinfahrt, seitlich davon kleines rundbogiges Holztor als Hofeingang; baugeschichtlich und straßenbildprägend von Bedeutung; nach 2014 von der Denkmalliste gestrichen | 09227540 |
| Direkt Bild zu diesem Denkmal hochladen | Wohnhaus (ohne Seitengebäude)                                                                               | Karl-Röseberg-Straße 8 (Karte)    | 19. Jahrhundert     | Baugeschichtlich von Bedeutung; zwischen 2011 und 2016 abgerissen. Zweigeschossiger Putzbau mit Traufgesims, Granittürgewände, Satteldach. | 09300964 |

## Tabellenlegende
- Bild: Bild des Kulturdenkmals, ggf. zusätzlich mit einem Link zu weiteren Fotos des Kulturdenkmals im Medienarchiv Wikimedia Commons. Wenn man auf das Kamerasymbol klickt, können Fotos zu Kulturdenkmalen aus dieser Liste hochgeladen werden:
- Bezeichnung: Denkmalgeschützte Objekte und ggf. Bauwerksname des Kulturdenkmals
- Lage: Straßenname und Hausnummer oder Flurstücknummer des Kulturdenkmals. Die Grundsortierung der Liste erfolgt nach dieser Adresse. Der Link (Karte) führt zu verschiedenen Kartendiensten mit der Position des Kulturdenkmals. Fehlt dieser Link, wurden die Koordinaten noch nicht eingetragen. Sind diese bekannt, können sie über ein Tool mit einer Kartenansicht einfach nachgetragen werden. In dieser Kartenansicht sind Kulturdenkmale ohne Koordinaten mit einem roten bzw. orangen Marker dargestellt und können durch Verschieben auf die richtige Position in der Karte mit Koordinaten versehen werden. Kulturdenkmale ohne Bild sind an einem blauen bzw. roten Marker erkennbar.
- Datierung: Baubeginn, Fertigstellung, Datum der Erstnennung oder grobe zeitliche Einordnung entsprechend des Eintrags in der sächsischen Denkmaldatenbank
- Beschreibung: Kurzcharakteristik des Kulturdenkmals entsprechend des Eintrags in der sächsischen Denkmaldatenbank, ggf. ergänzt durch die dort nur selten veröffentlichten Erfassungstexte oder zusätzliche Informationen
- ID: Vom Landesamt für Denkmalpflege Sachsen vergebene, das Kulturdenkmal eindeutig identifizierende Objekt-Nummer. Der Link führt zum PDF-Denkmaldokument des Landesamtes für Denkmalpflege Sachsen. Bei ehemaligen Kulturdenkmalen können die Objektnummern unbekannt sein und deshalb fehlen bzw. die Links von aus der Datenbank entfernten Objektnummern ins Leere führen. Ein ggf. vorhandenes Icon  führt zu den Angaben des Kulturdenkmals bei Wikidata.